# محافظة الصحراء الغربية
محافظة الصحراء الغربية، محافظة مصرية سابقة كانت تقع في غرب مصر، وعاصمتها كانت مدينة مرسى مطروح.

## أصل التسمية
سميت بهذا الاسم لوقوعها في الصحراء الغربية المصرية.

## تاريخ
محافظة الصحراء الغربية كانت تتبع مصلحة الحدود، وهي منطقة إدارية عسكرية تنظم الإدارة المحلية بالمناطق الحدودية. أنشئت المحافظة عام 1917 ضمن المصلحة.

## التقسيم الإداري
قُسمت المحافظة إدارياً بتاريخ 21 يناير 1917 إلى:
- قسم السلوم، وعاصمته السلوم.
- قسم مطروح، وعاصمته مرسى مطروح.
- القسم الشرقي، وعاصمته برج العرب.
- مأمورية الواحات البحرية، ومركزها البويطي.
- قسم واحات سيوة، وعاصمتها سيوة.

وبموجب منشور للمصلحة رقم 144 لسنة 1931 بتعديلات الحدود الإدارية، فقد تم إلغاء القسم الشرقي وقسم السلوم وضمهما لمركز مطروح، وإلغاء قسم واحات سيوة ليصبح مركز سيوة، ويضم واحة الفرافرة أيضاً. وإلغاء مأمورية الواحات البحرية لتصبح مركز الواحات البحرية. وبذلك أصبحت المحافظة تشتمل على:
- مركز مطروح، وعاصمته مرسى مطروح.
- مركز مريوط، وعاصمته العامرية.
- مركز الواحات البحرية، وعاصمته البويطي.
- مركز سيوة، وعاصمته سيوة.[2]

## الإلغاء
أعاد الرئيس الأسبق جمال عبد الناصر تنظيم قوانين الإدارة المحلية، وعليه أصدر القانون رقم 124 لسنة 1960 بمُسمى قانون نظام الإدارة المحلية، والذي عُدل بالقانون رقم 151 لسنة 1961 والقانون رقم 54 لسنة 1963؛ لتعدل مسميات الوحدات الإدارية لمحافظات بدلاً من مديريات وتعديل حدود بعض المحافظات وإلغاء أخرى، وكان من نصيب محافظة الصحراء الغربية إلغائها وتوزيع مراكزها على:
 محافظة مطروح
استحدثت محافظة مطروح وضم إليها:
- مركز مطروح، وعاصمته مرسى مطروح.
- مركز سيوة، وعاصمته سيوة.

 محافظة الإسكندرية
ضم إلى محافظة الإسكندرية:
- مركز مريوط، وعاصمته العامرية.

 محافظة الجيزة
ألغيت مديرية الجيزة واستحدثت محافظة الجيزة وضم إليها:
- مركز الواحات البحرية، وعاصمته البويطي.

 محافظة الوادي الجديد
استحدثت محافظة الوادي الجديد عام 1961  وضم إليها واحة الفرافرة كمركز جديد منفصل عن مركز سيوة الذي أصبح تابعاً لمحافظة مطروح.